# Xavier Tillman

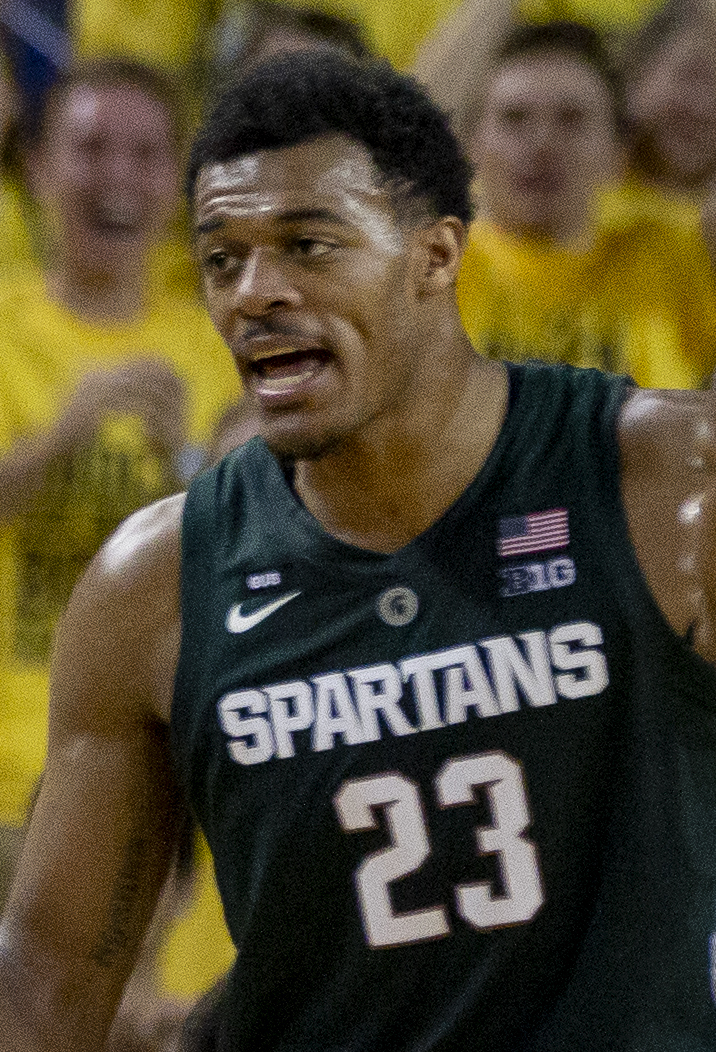
Xavier Tillman, 2019.

Xavier Justis Tillman Sr., född 12 januari 1999 i Grand Rapids i Michigan, är en amerikansk professionell basketspelare (C/PF) som spelar för Boston Celtics i National Basketball Association (NBA). Han har tidigare spelat för Memphis Grizzlies.
Tillman draftades av Sacramento Kings i andra rundan i 2020 års draft som 35:e spelare totalt.
Innan han blev proffs studerade Tillman på Michigan State University och spelade för deras idrottsförening Michigan State Spartans.